# Abbott-Detroit

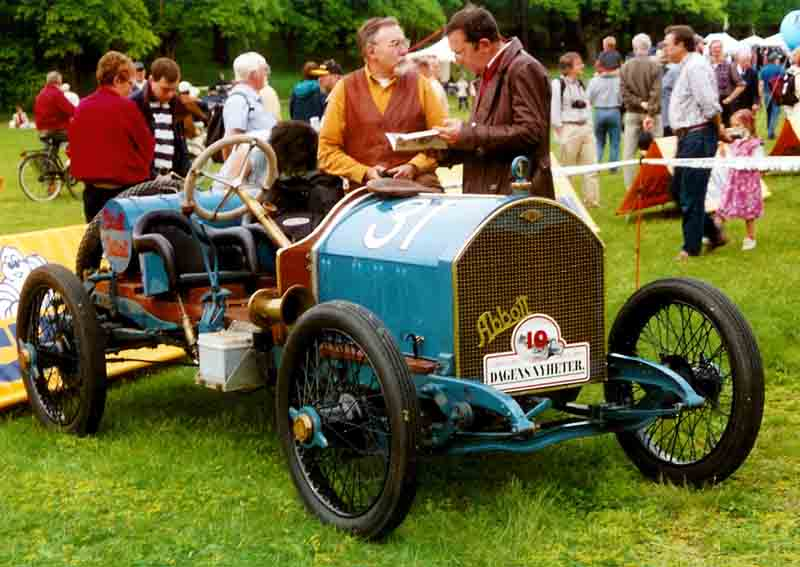
Abbott-Detroit 1911

Abbott-Detroit var ett amerikanskt bilmärke som existerade åren 1909–18.

## De första åren
Abbott Motor Car Co. i Detroit, Michigan, grundades år 1909, och bilarnas namn var en kombination av företagets namn och tillverkningsorten. Abbott-Detroit var en konventionell bil som till en början hade 4-cylindriga Continental-motorer på 30 hästkrafter. Den enda varianten, en 5-sitsig touring-modell, kostade 1 500 dollar. Grundaren Charles Abbott lämnade sitt företag 1910, men till 1912 hade man utökat modellfloran till fem typer på två olika hjulbaser, 110 och 120 tum (2 972 och 3 046 mm). Den billigaste karossvarianten var en fyradörrars roadster som kostade 1 275 dollar, och den dyraste var en sjusitsig limousine för 3 000 dollar. Detta år tillverkade man 1 817 bilar. Bilarna hade ett mycket konventionellt utseende, frånsett 1913 års Battleship Roadster som hade en V-formad kylare och en stålkaross med rader av nitskallar, vilket var mycket effektfullt. Priset för denna modell var 1 250 dollar, och enligt företaget hade årets produktion sålts redan innan någon bil kunnat visas upp i verkligheten.

## 1913–17
I december 1913 köptes företaget av Edward F. Gerber som betalde 237 500 för fabriken och hela verksamheten. År 1914 lades en sexcylindrig modell till tillverkningsprogrammet. Även dessa bilars motorer kom från Continental. Med slogans som ”The One Perfect Car” och ”Built for Performance and Guaranteed for Life” steg tillverkningen till 15-20 bilar per dag. Edward F. Gerber lämnade företaget 1915 och ersattes av R.A. Palmer, med ett förlutet hos biltillverkaren Cartercar. Han ändrade företagets namn till Consolidated Car Co. Vid samma tidpunkt började man tillverka en åttacylindrig bil, kallad 8-80, med V8-motor från Herschell-Spillman. Efter 1915 utgick de fyrcylindriga bilarna ur sortimentet.

## 1917–18
För att kunna öka produktionen flyttades tillverkningen till Cleveland i april 1917, endast några dagar innan USA gick med i första världskriget. I samband med flytten ändrades både namnet på företaget och bilarna till endast Abbott. I Cleveland hyrde man en stor tillverkningsfabrik, men produktionssiffrorna blev lägre än de varit i Detroit. Mycket få 8-80-bilar kom att tillverkas, och inga över huvud taget i Cleveland. Ett litet antal sexcylindriga tillverkades, innan Abbott januari 1918 försattes i konkurs. Bara 312 bilar tillverkades detta år. Den totala produktionen av Abbott och Abbott-Detroit-bilar uppgick till 12 244 stycken. Clevelandfabriken togs över av National Electric Lamp Works, och troligen sammansattes några bilar av delar som blivit kvar från Abbotts produktion.